# María Mercedes (telenovela filipina)
María Mercedes é uma telenovela filipina exibida pela ABS-CBN em 2013, estrelada por Jessy Mendiola, Jake Cuenca e Jason Abalos. É um remake filipino da telenovela mexicana de mesmo nome, produzida em 1992 por Televisa.

## Elenco

### Elenco principal
- Jessy Mendiola como Maria Mercedes Alegre
- Jake Cuenca como Luis Sancuevas
- Jason Abalos como Clavio Mondejar
- Vina Morales como Magnolia Alegre
- Ariel Rivera como Santiago del Olmo
- Nikki Gil como Misty Delaver
- Vivian Velez como Malvina Sancuevas

### Elenco secundário
- Nadia Montenegro como Filomena Mondejar
- Atoy Co como Oscar Mondejar
- Tetchie Agbayani como Bettina Delaver
- Devon Seron como Rosario Alegre
- Isabelle de Leon como Digna Sancuevas
- Yogo Singh como Andres Alegre
- Marx Topacio como Guillermo Alegre
- Alex Castro como Anthony Figueras
- Twinkle Dy como Twinkle
- Sharmaine Suarez como Daisy Torrecampo
- Tess Antonio como Sylvia "Ibyang"
- Erika Padilla como Lou
- Via Veloso como Susan Mendez
- Simon Ibarra como Cordelio Capili
- Jerry O'Harra como Dr. Carlos Buenafe